# سجن الموقر
سجن الموقر يعد من أكبر وأحدث السجون الأردنية ويبعد حوالي 45 كلم جنوب شرقي العاصمة الأردنية عمان. افتتح هذا السجن في نهاية عام 2007، وتبلغ طاقة استيعابه حوالي 1100 سجين. شهد سجن الموقر أحداث شغب قام بها نزلاؤه في منتصف أبريل 2008 حيث أدت تلك الأحداث إلى مقتل ثلاثة سجناء وجرح العشرات.